# 슛 더 갭
슛 더 갭(영어: Shoot the gap)은 풋볼의 기술로, 공을 가지고 있는 동료 선수에게 공을 받기 위해 상대편 라인맨 사이로 달리는 기술을 말한다. 다른 이름으로는 슈팅 더 갭이라고도 불린다.
이 때 센터와 가드 사이의 간격을 A 갭, 가드와 태클 사이의 간격을 B 갭이라고 부른다. 슛 더 갭이 성립하기 위해선 라인맨이 가능한 한 모든 방법으로 공격수를 지나가야만 한다.